# Pintsch
Pintsch (luxemburgiska: Pënsch) är en ort i Luxemburg.   Den ligger i distriktet Diekirch, i den norra delen av landet, 40 kilometer norr om huvudstaden Luxemburg. Pintsch ligger 310 meter över havet och antalet invånare är 126.
Terrängen runt Pintsch är kuperad åt sydost, men åt nordväst är den platt. Pintsch ligger nere i en dal.  Närmaste större samhälle är Ettelbruck, 17,6 kilometer söder om Pintsch.  Den lokala kyrkan har sin grund från 800-talet, se lb:Kierch_Pënsch.
I omgivningarna runt Pintsch växer i huvudsak blandskog. Runt Pintsch är det ganska glesbefolkat, med 35 invånare per kvadratkilometer.
Under andra världskriget var byn utsatt under de hårda striderna mellan amerikanska och tyska trupper. Stora delar av byn förstördes.